# Ipo aegrota
Ipo aegrota är en insektsart som beskrevs av George Willis Kirkaldy 1906. Ipo aegrota ingår i släktet Ipo och familjen dvärgstritar. Inga underarter finns listade i Catalogue of Life.